# DR's pausesignal
DR's pausesignal er melodien "Drømte mig en drøm i nat" og blev brugt først gang 28. august 1931. 
Udsendelserne fra "Danmarks Radio København–Kalundborg" der sendte på 243 KHz i langbølgebåndet sluttede ved midnat med melodien "Drømte mig en drøm i nat" spillet på et automatisk klokkespil.
Melodien i en MIDI-udgave: